# Еловик (приток Еловой)
Еловик — река в России, протекает в Красноярском крае. Устье реки находится в 283 км по левому берегу реки Еловая (Большая Еловая). Длина реки составляет 41 км.

## Данные водного реестра
По данным государственного водного реестра России относится к Верхнеобскому бассейновому округу, водохозяйственный участок реки — Кеть, речной подбассейн реки — бассейн притоков (Верхней) Оби от Чулыма до Кети. Речной бассейн реки — (Верхняя) Обь до впадения Иртыша.